# Blutsbrüderschaft
Pour plus de détails, voir Fiche technique et Distribution.
Blutsbrüderschaft (en français, Fraternité de sang) est un film allemand réalisé par Philipp Lothar Mayring sorti en 1941.
Il s'agit d'un film de propagande nazie.

## Synopsis
Le 11 novembre 1918, dernier jour de la Première Guerre mondiale, l'Oberleutnant Klaus Olden tente désespérément avec son unité de maintenir un fol espoir. Le secours vient du ciel avec le pilote Jochen Wendler qui bombarde. Lorsque l'avion est abattu, Klaus réussit à l'en sortir juste avant qu'il ne soit trop tard. Ils sont amenés à l'hôpital, où ils sont soignés par la jolie infirmière Barbara, une amie d'enfance de Jochen.
Les deux hommes deviennent des frères de sang et vont avec Barbara en Prusse orientale, dans le domaine de Jochen. Mais le domaine a été détruit par la guerre. La période d'après-guerre se révèle être un désastre économique, dans lequel Klaus et Jochen acceptent nécessairement chaque emploi disponible. Mais alors qu'ils sont employés à la destruction d'armes, Jochen a l'envie de reprendre les armes tandis que son ami ne le comprend plus, leurs chemins se séparent.
Klaus trouve un emploi bien rémunéré et engage Barbara, qu'il aime secrètement, comme femme de ménage. Jochen est toujours au chômage, mais se satisfait de son engagement pour une organisation politique luttant contre les "ennemis intérieurs et extérieurs de l'Allemagne". Après cinq ans, les amis se retrouvent, mais leurs oppositions demeurent ; Barbara se rend compte que ce n'est pas Klaus qu'elle aime, mais Jochen. Barbara délaisse Klaus et suit Jochen. Seulement lorsqu'elle est enceinte et que sa vie est menacée par une maladie cardiaque, Klaus reconnaît qu'il n'a pas le droit d'abandonner son frère de sang. La réconciliation a lieu le 1er septembre 1939 quand Klaus et Jochen font partie de la même compagnie.

## Fiche technique
- Titre : Blutsbrüderschaft
- Réalisation : Philipp Lothar Mayring assisté de Boleslaw Barlog
- Scénario : Philipp Lothar Mayring, Harald G. Petersson
- Musique : Michael Jary
- Direction artistique : Willi A. Herrmann
- Costume : Gerda Leopold
- Photographie : Ekkehard Kyrath
- Son : Frantisek Pilát
- Montage : Gertrud Hinz (de)
- Production : Walter Tost (de)
- Sociétés de production : Terra Filmkunst
- Société de distribution : Terra Filmkunst
- Pays de production :  Reich allemand
- Langue : allemand
- Format : Noir et blanc - 1,37:1 - Mono - 35 mm
- Genre : Propagande
- Durée : 104 minutes
- Dates de sortie : 3 janvier 1941.

## Distribution
- Hans Söhnker (de) : Klaus Olden
- Ernst von Klipstein (en) : Jochen Wendler
- Anneliese Uhlig (de) : Barbara
- Rudolf Platte : Stoldte, le majordome
- Paul Westermeier : Fritz Blunck
- Axel Monjé (de) : Peter Markwitz
- Walter Pose : Schulz
- Fritz Odemar : Cunnings, le propriétaire de l'usine
- Gerda Maria Terno (de) : Lilly, l'amie de Barbara
- Max Gülstorff : Le chirurgien
- Ernst Stimmel (de) : Le médecin
- Erich Ponto : Le directeur Gösch
- Wolfgang Staudte : Le crieur
- Josefine Dora : La fleuriste
- Erich Dunskus : Le chef d'équipe
- Josef Eichheim (de) : L'officier de police
- Wilhelm Groothe (de) : Le chauffeur
- Hans Meyer-Hanno : Le porion
- Hans Paetsch (de) : Le communiste
- Willi Rose (de) : Le sous-officier Braun
- Oscar Sabo : Le fonctionnaire du bureau d'enregistrement
- Ludwig Schmid-Wildy (de) : Le fonctionnaire de police
- Ernst Waldow : M. Nickel
- Franz Loskarn (de) : Le meneur communiste
- Paul Hoffmann : le comte Trollberg
- Armin Schweizer (de) : Le directeur de prison
- Gustav Püttjer : Jürgensen
- Theo Shall : L'officier français
- Klaus Pohl : Le journaliste

## Histoire
Le tournage a lieu du 10 mai à début juillet 1940 dans les studios de l'UFA à Berlin, ceux de Hostivar à Prague et dans les environs de la ville.
Après la Seconde Guerre mondiale, les autorités alliées saisissent toutes les copies et interdisent la diffusion du film. Aujourd'hui la fondation Friedrich Wilhelm Murnau le projette lors de séances d'explication du cinéma nazie.